# Grube Sibylla
Die Grube Sibylla (auch Sibyllagrube oder Tagebau Sibylla genannt; Schreibweise fälschlich oft Sybilla) ist eine ehemalige Braunkohle-Tagebaugrube mit angeschlossener Brikettfabrik in Frechen im südlichen Rheinischen Braunkohlerevier.
Auf dem Gelände der Brikettfabrik südlich des Stadtteils Benzelrath, die bis 1970 in Betrieb war, befindet sich heute ein Forschungslabor für Brennstofftechnik der RWE. Die Tagebaugrube, die sich von der Brikettfabrik in südwestlicher Richtung bis zur Grube und Brikettfabrik Fürstenberg (nahe dem heutigen Fürstenberg-Maar) erstreckte, wurde 1950 mit angrenzenden Gruben zum Zentraltagebau Frechen verschmolzen. Der Bereich wurde bis 1986 vollständig ausgekohlt und anschließend rekultiviert.

## Geschichte
Im 19. Jahrhundert gab es in der Ville zahlreiche kleine Braunkohlegruben, darunter auch mehrere südwestlich von Frechen. Die Gruben gewannen die Kohle mit einfachen Methoden, vorwiegend im Kuhlen- und Tummelbau, für die Produktion von Klütten. Etwa ab 1875 entstanden im Südrevier bei Brühl und Hürth die ersten industriellen Brikettfabriken und Tagebaugruben (Roddergrube, Grube Brühl, Gruhlwerk, …).

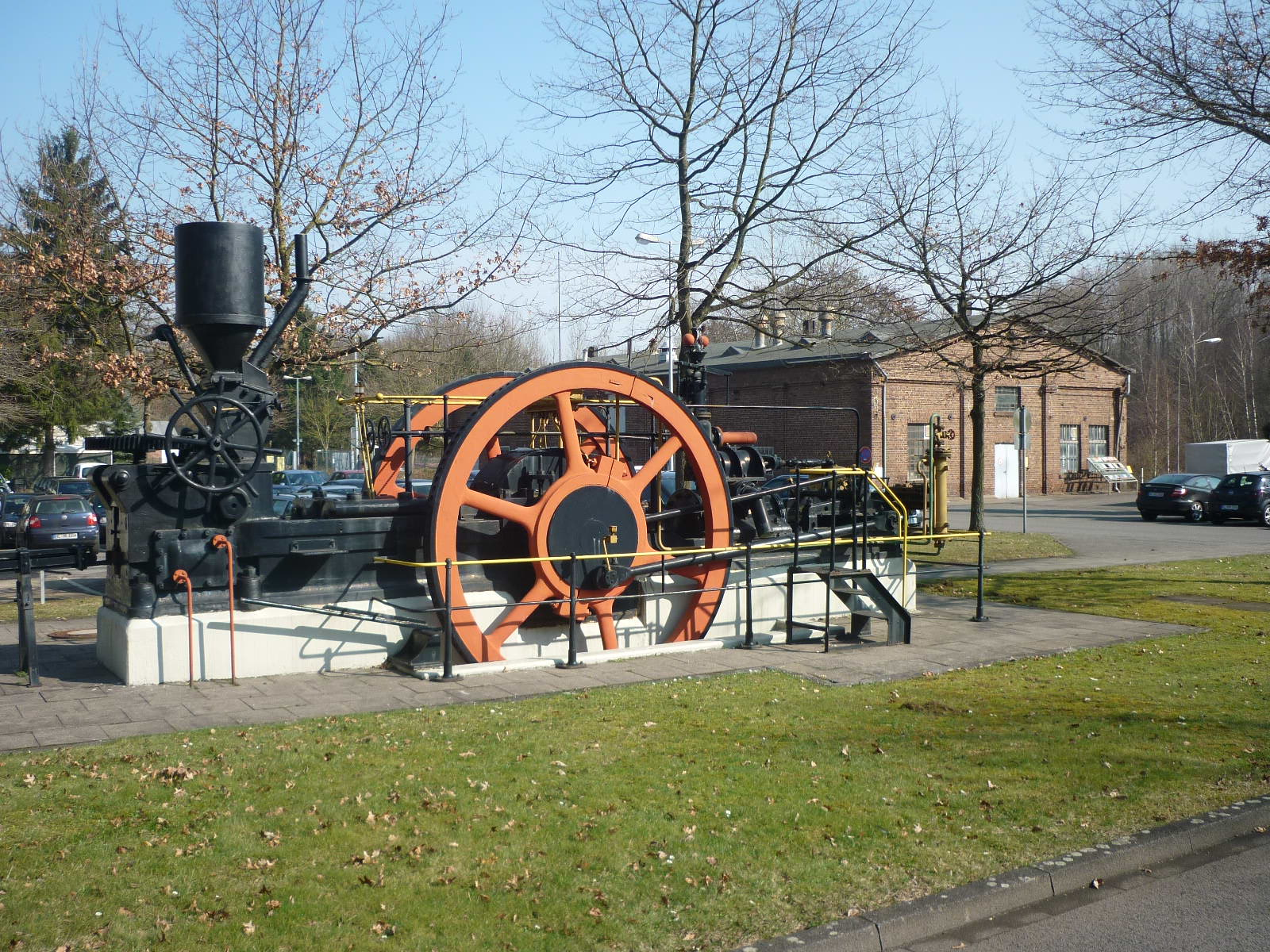
Historische Brikettpresse (Bj. 1902), heute ausgestellt auf dem ehemaligen Gelände der Brikettfabrik Sibylla, rechts im Hintergrund ein erhaltenes Gebäude der Fabrik

Die Initiative zur Gründung einer industriellen Grube in Frechen nach dem Vorbild des Südreviers ging vom Unternehmer Anton Kolping aus. Kolping gehörten neben einer Brennerei und einer Mühle in Buir auch bereits Anteile an der Belgisch-Rheinischen AG für Braunkohlenbriketts mit einer Brikettfabrik in Horrem und der Brikettfabrik Maria Theresia bei Herzogenrath. Im Jahre 1891 schloss sich Kolping mit dem Bauunternehmer Hans Simons zur Gewerkschaft Sibyllagrube zusammen, und bereits 1892 nahmen Grube und Brikettfabrik den Betrieb auf. Die Brikettfabrik war zu diesem Zeitpunkt die erste und einzige in Frechen. Wegen Schwierigkeiten bei der Kapitalbeschaffung stieg jedoch Simons bereits nach drei Jahren aus der Gewerkschaft aus. Wenige Jahre später, um die Jahreswende 1897/98, gab auch Kolping alle Kuxe an die Breslauer Disconto-Bank und die Aktiengesellschaft für Montan-Industrie aus Berlin ab. Alle Anteile wurden später von der Bergisch-Märkischen Bank übernommen.
Kurz nach der Eröffnung, 1897, erhielt die Brikettfabrik einen Anschluss an die neue Bahnlinie Frechen-Benzelrath der Köln-Frechen-Benzelrather Eisenbahn (KFBE), was die Absatzmöglichkeiten der Briketts über die Grenzen der Region hinaus entscheidend verbesserte.
Ende des 19. Jahrhunderts entbrannte zwischen den Brikettfabriken des Rheinischen Reviers wegen Überkapazitäten ein starker Preiskampf. Um diesen einzudämmen, bildeten verschiedene Fabriken, darunter auch die Grube Sibylla, zunehmend Kartelle, zuletzt den Verkaufsverein der Rheinischen Braunkohlen-Brikettwerke. In der weiteren Folge kam es aber insbesondere ab der Jahrhundertwende letztlich doch zu einer Konzentration. In dieser Phase kaufte die Gewerkschaft Sibylla zunächst 1904 die benachbarten Gruben und Brikettfabriken Louise und Grefrath, wurde dann aber 1906 ihrerseits durch die Fortuna AG (Fortuna Aktiengesellschaft für Braunkohlenbergbau und Briketfabrikation zu Grube Giersberg-Fortuna bei Quadrath, die spätere Rheinbraun/RAG) übernommen.

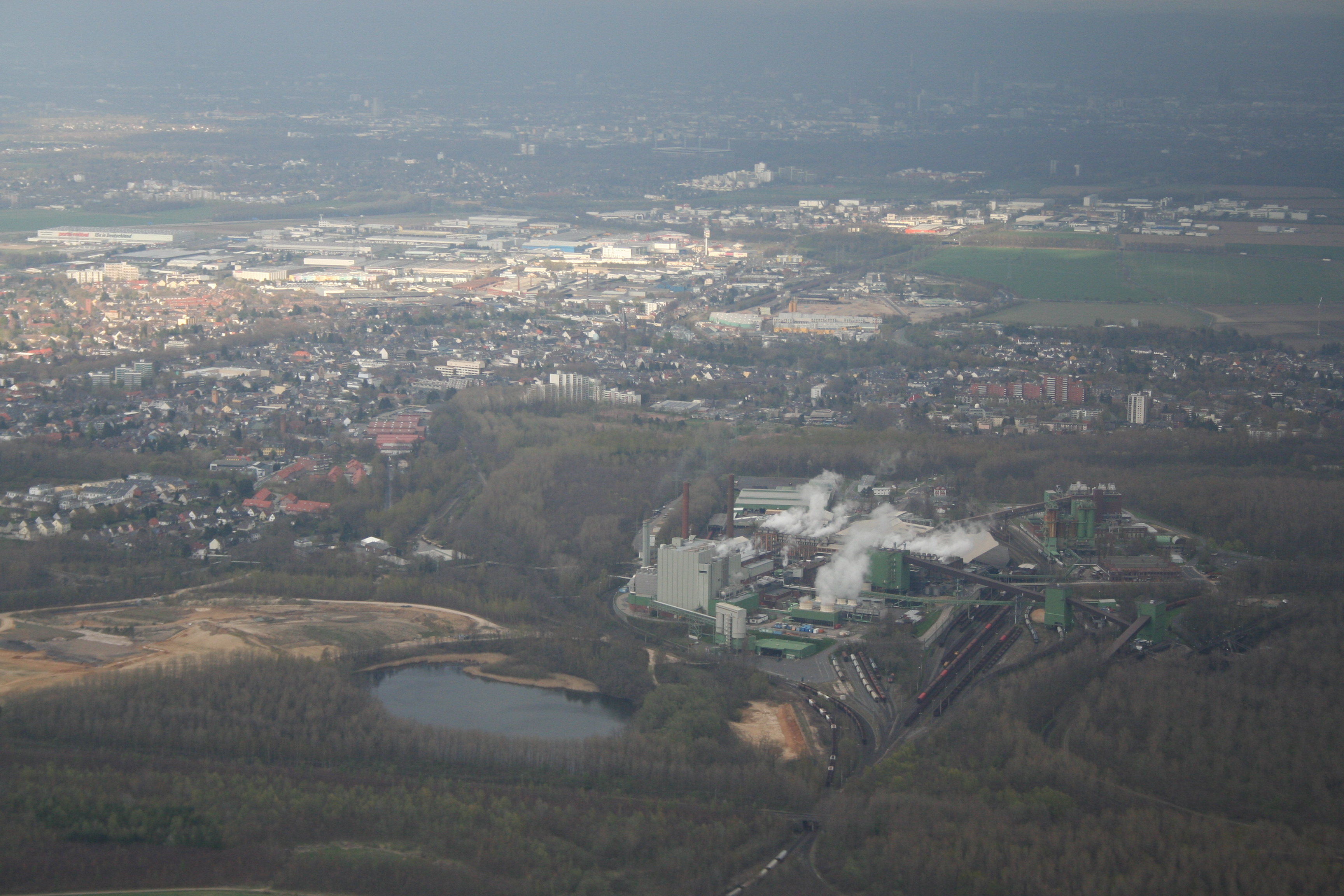
Die Brikettfabrik Wachtberg (groß, rechts) und das RWE-Forschungszentrum Sybilla (klein, links davon)

Nach der Übernahme durch Fortuna arbeitete Sibylla verstärkt mit anderen Gruben und Brikettfabriken der Fortuna im Raum Frechen (Wachtberg, Clarenberg, Carl, …) zusammen. 1912/13 errichtete Fortuna auf Sibylla eine Schaltstation zur Verteilung von elektrischer Energie vom Kraftwerk Fortuna auf ihre umliegenden Gruben und Brikettfabriken. Da die Kapazität der Grube Sibylla durch die eigene Brikettfabrik nicht ausgelastet wurde, ging die Kohle über die Bahnverbindung ab 1928 auch in die Brikettfabrik Clarenberg und ab 1930 in die benachbarte Brikettfabrik Carl. Im Jahre 1930 wurde der Bahntransport von Kohle und Briketts von der Grube Sibylla zusammen mit anderen Gruben und Fabriken des Reviers auf Großraumgüterwagen umgestellt.
Ende der 1940er-Jahre waren die gewinnbaren Bereiche des Grubenfeldes Sibylla weitgehend ausgekohlt. Für eine Weiterführung des Abbaus wurde die Grube mit mehreren benachbarten Gruben zum Zentraltagebau Frechen zusammengefasst. Im Rahmen dieser Zusammenfassung wurde ab 1949 der zwischen den Feldern Sibylla Nord und Süd liegende Ort Bottenbroich umgesiedelt. Wenige Jahre später wurde der Ort, wie auch Benzelrath, abgebaggert.
Nach dem Ende der Grube Sibylla 1951 arbeitete die Brikettfabrik Sibylla weiter, sie wurde mit Kohle aus der benachbarten Grube Wachtberg und dem neuen Tagebau Frechen versorgt. Erst Anfang 1970 stellte die Brikettfabrik Sibylla die Produktion ein. Im Jahre 1986/87 wurde der Großteil der alten Gebäude abgerissen.
Nach dem Abriss der Brikettfabrik richtete Rheinbraun (heute RWE Power) als Nachfolger der Fortuna auf dem Gelände ein Forschungslabor mit einem Technikum und einem Analyselabor zur Untersuchung von Brennstoffen und anderen Stoffen aus Bergbau und Energiewirtschaft ein. Im Außenbereich steht heute zur Erinnerung an die Vergangenheit eine historische Brikettpresse aus der ehemaligen Fabrik.